# Applus
Applus Services, S.A. (Eigenschreibweise Applus+) mit Sitz in Barcelona (Spanien) ist ein börsennotiertes internationales Inspektions-, Prüfungs- und Zertifizierungsunternehmen.
Im Geschäftsjahr 2022 erwirtschaftete Applus mit 26.414 Mitarbeitern in 68 Ländern eine Umsatz von EUR 2.049 Mio. Die internationalen Aktivitäten betragen 84 % des Gesamtumsatzes.

## Hintergrund
Das Unternehmen wurde im Jahr 1996 durch die Agbar (Aguas de Barcelona)-Gruppe als Agbar Automotive gegründet, um die damals in Spanien eingeführten Hauptuntersuchung an Kraftfahrzeugen durchzuführen. Durch Diversifizierung und Akquisitionen (u. a. IDIADA) wuchsen die Aktivitäten auf ca. EUR 200 Mio. Umsatz in 17 Ländern bis 2003. In diesem Jahr stiegen die Bank Caja Madrid und der Versorger Unión Fenosa als Minderheitsaktionäre ein, um die weitere Expansion des Unternehmens mitzufinanzieren; bis 2007 stieg der Umsatz auf EUR 675 Mio. in 36 Ländern. 2007 erfolgte die Übernahme des Unternehmens durch den amerikanischen Private-Equity-Investor Carlyle.
Die Börseneinführung erfolgte 2014 mit dem teilweisen Ausstieg von Carlyle (der zunächst noch mit 17 % beteiligt blieb).

## Geschäftsfelder
- Automotive: Das Geschäftsfeld Automotive führt weltweit gesetzliche Fahrzeuginspektions- und Emissions- und Abgasuntersuchungen durch; dabei werden jährlich über 17 Millionen Untersuchungen in Europa, Nordamerika und Südamerika realisiert.
- IDIADA: IDIADA ist ein Entwicklungsdienstleister für die Automobilindustrie.
- Laboratories: Das Geschäftsfeld Laboratories bietet industrielle Prüf-, Produktentwicklungs-, Qualitätskontroll- und Zertifizierungsdienste für industrielle Produkte und Prozesse durch ein eigenes Labornetzwerk. Am 27. Mai 2021 wurde bekannt gegeben, dass die Dresdner IMA Materialforschung und Anwendungstechnik GmbH gekauft wurde und nun Teil des Geschäftsfeldes Laboratories ist.[4]

- Norcontrol: Norcontrol ist ein Anbieter von technischen Hilfs-, Überwachungs-, Inspektions-, Test- und Beratungslösungen. Es bietet industrielle Inspektion, Umweltinspektion und technische Dienste für eine Reihe von industriellen Sektoren, u. a. in den Bereichen Energie, Gas & Öl, Bau und Infrastruktur.
- RTD: RTD ist ein Dienstleister im Energiesektor, der zerstörungsfreie Prüfung, Inspektion und Zertifizierung für die kapitalintensiven, risikoreichen Energie-, Versorgungs- und Infrastrukturindustrien weltweit bietet.

- Velosi: Velosi konzentrieren uns auf Asset-Integrity-Beratung, Lieferantenüberwachung, Drittanbieter-Inspektion, Prüfung, Zertifizierung und Recruitment-Dienstleistungen für die Öl- und Gas-, Bergbau- und Energiewirtschaft.